# James South
Sir James South, FRS, britanski astronom, * oktober 1785, † 19. oktober 1867.

## Življenje in delo
South je pomagal ustanoviti Astronomsko družbo v Londonu. Leta 1831 so uspešno podali prošnjo z njegovim podpisom za dosego kraljeve listine, in iz nje je nastala Kraljeva astronomska družba.
Skupaj z Johnom Herschlom je leta 1824 izdelal katalog 380 dvojnih zvezd. Pri izdelavi kataloga sta ponovno opazovala dvojne zvezde, ki jih je odkril že William Herschel. South je nadaljeval z opazovanji in naslednje leto odkril 458 novih dvojnih zvezd.
Leta 1831 so ga povzdignili v viteški red.
Izdelovalec inštrumentov Edward Troughton je tožil Southa zaradi ekvatorialne namestitve daljnogleda, ki ga je skonstruiral zanj, in za katero je South menil da je slabo izdelana. Troughton je s pomočjo neuradnega odvetnika sodbo dobil. South je daljnogled razdrl, leče, ki jih je nabavil posebej, pa je ohranil, in leta 1862 jih je dobil Observatorij v Dublinu.

## Priznanja

### Nagrade
Leta 1826 je prejel Copleyjevo medaljo Kraljeve družbe. Istega leta mu je Kraljeva astronomska družba podelila Zlato medaljo.

### Poimenovanja
Po njem se imenujeta kraterja South na Luni in South na Marsu.